# Hetaeria obliqua
Hetaeria obliqua är en orkidéart som beskrevs av Carl Ludwig von Blume. Hetaeria obliqua ingår i släktet Hetaeria och familjen orkidéer. Inga underarter finns listade i Catalogue of Life.